# Grand Slam of Darts
Grand Slam of Darts je šipkařský turnaj organizovaný společností Professional Darts Corporation. Účastní se ho hráči PDC, každoročně bylo pozváno i několik hráčů konkurenční British Darts Organisation, a to až do roku 2020, kdy došlo k rozpadu BDO. Od roku 2015 je turnaj v kategorii hodnocených televizních soutěží, výsledky se tak promítají do šipkařského žebříčku PDC Order of Merit.
Od založení turnaje v roce 2007 do roku 2017 probíhala soutěž ve Wolverhamptonu v Civic Hall. Phil Taylor ovládl první tři turnaje, až v roce 2010 došel pouze do čtvrtfinále. Tento ročník nakonec vyhrál Scott Waites, který se tak stal jediným hráčem BDO, který turnaj ovládl. Taylor dále vyhrál ještě v letech 2011, 2013 a 2014. V roce 2012 vyhrál Raymond van Barneveld, který ve finále porazil Michaela van Gerwena. I ten se dočkal vítězství, a to rovnou třikrát za sebou v letech 2015–2017.
V roce 2018 v Civic Hall probíhaly stavební úpravy, turnaj se proto dočasně přesunul do Aldersley Leisure Village, která se nachází asi 3 míle severozápadně od centra Wolverhamptonu. Na stejném místě proběhl také ročník 2019 a oba ovládl Gerwyn Price. V roce 2020 se turnaj konal bez diváků v Ricoh aréně v Coventry. Poprvé v historii se do soutěže probojoval Čech, v základní skupině nastoupil šipkař Adam Gawlas. Aktuálním šampionem je Angličan Luke Littler.

## Seznam finálových zápasů
| Rok  | Vítěz (průměr ve finále)      | Organizace | Skóre | Finalista (průměr ve finále) | Finanční odměna | Finanční odměna | Finanční odměna | Sponzor        | Místo konání                         |
| Rok  | Vítěz (průměr ve finále)      | Organizace | Skóre | Finalista (průměr ve finále) | Celkem          | Vítěz           | Finalista       | Sponzor        | Místo konání                         |
| ---- | ----------------------------- | ---------- | ----- | ---------------------------- | --------------- | --------------- | --------------- | -------------- | ------------------------------------ |
| 2007 | Phil Taylor (101.75)          | PDC        | 18–11 | Andy Hamilton (100.97)       | £300 000        | £80 000         | £35 000         | PartyBets.com  | Civic Hall, Wolverhampton            |
| 2008 | Phil Taylor (106.25)          | PDC        | 18–9  | Terry Jenkins (100.92)       | £356 000        | £100 000        | £40 000         | PartyPoker.com | Civic Hall, Wolverhampton            |
| 2009 | Phil Taylor (103.94)          | PDC        | 16–2  | Scott Waites (94.16)         | £400 000        | £100 000        | £50 000         | PartyPoker.com | Civic Hall, Wolverhampton            |
| 2010 | Phil Taylor (99.86)           | BDO        | 16–12 | James Wade (92.79)           | £400 000        | £100 000        | £50 000         | Daily Mirror   | Civic Hall, Wolverhampton            |
| 2011 | Phil Taylor (109.04)          | PDC        | 16–4  | Gary Anderson (98.92)        | £400 000        | £100 000        | £50 000         | William Hill   | Civic Hall, Wolverhampton            |
| 2012 | Raymond van Barneveld (95.79) | PDC        | 16–14 | Michael van Gerwen (98.55)   | £400 000        | £100 000        | £50 000         | William Hill   | Civic Hall, Wolverhampton            |
| 2013 | Phil Taylor (98.14)           | PDC        | 16–6  | Robert Thornton (97.02)      | £400 000        | £100 000        | £50 000         | William Hill   | Civic Hall, Wolverhampton            |
| 2014 | Phil Taylor (102.45)          | PDC        | 16–13 | Dave Chisnall (98.02)        | £400 000        | £100 000        | £50 000         | Singha Beer    | Civic Hall, Wolverhampton            |
| 2015 | Michael van Gerwen (100.94)   | PDC        | 16–13 | Phil Taylor (102.53)         | £400 000        | £100 000        | £50 000         | Singha Beer    | Civic Hall, Wolverhampton            |
| 2016 | Michael van Gerwen (98.74)    | PDC        | 16–8  | James Wade (90.73)           | £400 000        | £100 000        | £50 000         | Singha Beer    | Civic Hall, Wolverhampton            |
| 2017 | Michael van Gerwen (102.18)   | PDC        | 16–12 | Peter Wright (97.71)         | £450 000        | £110 000        | £55 000         | Bwin           | Civic Hall, Wolverhampton            |
| 2018 | Gerwyn Price (96.70)          | PDC        | 16–13 | Gary Anderson (97.25)        | £450 000        | £110 000        | £55 000         | Bwin           | WV Active - Aldersley, Wolverhampton |
| 2019 | Gerwyn Price (107.86)         | PDC        | 16–6  | Peter Wright (96.28)         | £550 000        | £125 000        | £65 000         | BoyleSports    | WV Active - Aldersley, Wolverhampton |
| 2020 | José de Sousa (99.95)         | PDC        | 16–12 | James Wade (94.26)           | £550 000        | £125 000        | £65 000         | BoyleSports    | Ricoh Arena, Coventry                |
| 2021 | Gerwyn Price (103.90)         | PDC        | 16–8  | Peter Wright (91.51)         | £550 000        | £125 000        | £65 000         | Cazoo          | WV Active - Aldersley, Wolverhampton |
| 2022 | Michael Smith (96.84)         | PDC        | 16–5  | Nathan Aspinall (90.94)      | £650 000        | £150 000        | £70 000         | Cazoo          | WV Active - Aldersley, Wolverhampton |
| 2023 | Luke Humphries (104.69)       | PDC        | 16–8  | Rob Cross (103.61)           | £650 000        | £150 000        | £70 000         | Mr Vegas       | WV Active - Aldersley, Wolverhampton |
| 2024 | Luke Littler (107.08)         | PDC        | 16–8  | Martin Lukeman (93.42)       | £650 000        | £150 000        | £70 000         | Mr Vegas       | WV Active - Aldersley, Wolverhampton |

## Rekordy a statistiky
Aktuální k 19. listopadu 2023

### Počet účastí ve finále
| Pořadí | Hráč                  | Země        | Vítězství | Finalista | Finále celkem | Počet účastí |
| ------ | --------------------- | ----------- | --------- | --------- | ------------- | ------------ |
| 1      | Phil Taylor           | Anglie      | 6         | 1         | 7             | 11           |
| 2      | Michael van Gerwen    | Nizozemsko  | 3         | 1         | 4             | 17           |
| 3      | Gerwyn Price          | Wales       | 3         | 0         | 3             | 8            |
| 4      | Scott Waites          | Anglie      | 1         | 1         | 2             | 8            |
| 5      | Raymond van Barneveld | Nizozemsko  | 1         | 0         | 1             | 14           |
| 5      | Luke Humphries        | Anglie      | 1         | 0         | 1             | 5            |
| 5      | Luke Littler          | Anglie      | 1         | 0         | 1             | 1            |
| 5      | Michael Smith         | Anglie      | 1         | 0         | 1             | 11           |
| 5      | José de Sousa         | Portugalsko | 1         | 0         | 1             | 2            |
| 10     | James Wade            | Anglie      | 0         | 3         | 3             | 17           |
| 10     | Peter Wright          | Skotsko     | 0         | 3         | 3             | 12           |
| 12     | Gary Anderson         | Skotsko     | 0         | 2         | 2             | 17           |
| 13     | Nathan Aspinall       | Anglie      | 0         | 1         | 1             | 5            |
| 13     | Rob Cross             | Anglie      | 0         | 1         | 1             | 8            |
| 13     | Andy Hamilton         | Anglie      | 0         | 1         | 1             | 6            |
| 13     | Dave Chisnall         | Anglie      | 0         | 1         | 1             | 12           |
| 13     | Terry Jenkins         | Anglie      | 0         | 1         | 1             | 8            |
| 13     | Martin Lukeman        | Anglie      | 0         | 1         | 1             | 1            |
| 13     | Robert Thornton       | Skotsko     | 0         | 1         | 1             | 9            |

- Aktivní hráči jsou vyznačení tučně

### Vítězové podle zemí
| Země        | Hráči | Celkem | První titul | Poslední titul |
| ----------- | ----- | ------ | ----------- | -------------- |
| Anglie      | 5     | 10     | 2007        | 2024           |
| Nizozemsko  | 2     | 4      | 2012        | 2017           |
| Wales       | 1     | 3      | 2018        | 2021           |
| Portugalsko | 1     | 1      | 2020        | 2020           |

### Zakončení devíti šipkami
Na turnaji se povedlo celkem pěti hráčům zakončit leg devítkou, tedy nejnižším možným množstvím šipek.
| Hráč                  | Rok (+ kolo)      | Způsob                          | Soupeř             | Výsledek  |
| --------------------- | ----------------- | ------------------------------- | ------------------ | --------- |
| James Wade            | 2008, 2. kolo     | 3 × T20; 3 × T20; T20, T19, D12 | Gary Anderson      | Prohra    |
| Kim Huybrechts        | 2014, čtvrtfinále | 3 × T20; 3 × T20; T20, T19, D12 | Michael van Gerwen | Vítězství |
| Dave Chisnall         | 2015, skupina     | 3 × T20; 3 × T20; T20, T19, D12 | Peter Wright       | Vítězství |
| Dimitri Van den Bergh | 2018, 2. kolo     | 3 × T20; 3 × T20; T20, T19, D12 | Stephen Bunting    | Vítězství |
| Josh Rock             | 2022, 2. kolo     | 3 × T20; 3 × T20; T20, T19, D12 | Michael van Gerwen | Prohra    |
| Ryan Searle           | 2023, skupina     | 3 × T20; 3 × T20; T20, T19, D12 | Nathan Rafferty    | Vítězství |

### Nejvyšší průměry
| Deset nejvyšších průměrů v jednom zápasu | Deset nejvyšších průměrů v jednom zápasu | Deset nejvyšších průměrů v jednom zápasu | Deset nejvyšších průměrů v jednom zápasu | Deset nejvyšších průměrů v jednom zápasu |
| Průměr                                   | Hráč                                     | Rok (+ kolo)                             | Soupeř                                   | Výsledek                                 |
| ---------------------------------------- | ---------------------------------------- | ---------------------------------------- | ---------------------------------------- | ---------------------------------------- |
| 115,19                                   | Michael van Gerwen                       | 2021, skupina                            | Joe Cullen                               | 5–2                                      |
| 114,85                                   | Dimitri Van den Bergh                    | 2020, skupina                            | Ricky Evans                              | 5–1                                      |
| 114,71                                   | Gian van Veen                            | 2024, skupina                            | Stephen Bunting                          | 5–1                                      |
| 114,65                                   | Phil Taylor                              | 2014, skupina                            | Christian Kist                           | 5–1                                      |
| 113,86                                   | Geert De Vos                             | 2015, skupina                            | Jonny Clayton                            | 5–0                                      |
| 113,62                                   | Michael Smith                            | 2019, skupina                            | Nathan Aspinall                          | 5–1                                      |
| 113,20                                   | Gary Anderson                            | 2024, skupina                            | Ryan Joyce                               | 5–1                                      |
| 112,66                                   | Michael van Gerwen                       | 2018, skupina                            | Gary Robson                              | 5–1                                      |
| 112,54                                   | Gary Anderson                            | 2018, skupina                            | Ian White                                | 5–1                                      |
| 112,37                                   | Phil Taylor                              | 2011, 2. kolo                            | Wes Newton                               | 10–3                                     |

| Pět nejvyšších průměrů, které nestačily na vítězství | Pět nejvyšších průměrů, které nestačily na vítězství | Pět nejvyšších průměrů, které nestačily na vítězství | Pět nejvyšších průměrů, které nestačily na vítězství | Pět nejvyšších průměrů, které nestačily na vítězství |
| Průměr                                               | Hráč                                                 | Rok (+ kolo)                                         | Soupeř                                               | Výsledek                                             |
| ---------------------------------------------------- | ---------------------------------------------------- | ---------------------------------------------------- | ---------------------------------------------------- | ---------------------------------------------------- |
| 111,10                                               | Wessel Nijman                                        | 2024, skupina                                        | Gian van Veen                                        | 4–5                                                  |
| 110,99                                               | Adrian Lewis                                         | 2013, semifinále                                     | Phil Taylor                                          | 9–16                                                 |
| 109,15                                               | Martin Schindler                                     | 2024, skupina                                        | Danny Noppert                                        | 2–5                                                  |
| 108,68                                               | Adrian Lewis                                         | 2016, skupina                                        | Chris Dobey                                          | 3–5                                                  |
| 107,92                                               | Michael van Gerwen                                   | 2018, skupina                                        | Jonny Clayton                                        | 4–5                                                  |

| Pět nejvyšších průměrů na celém turnaji | Pět nejvyšších průměrů na celém turnaji | Pět nejvyšších průměrů na celém turnaji |
| Průměr                                  | Hráč                                    | Rok                                     |
| --------------------------------------- | --------------------------------------- | --------------------------------------- |
| 107,67                                  | Wessel Nijman                           | 2024                                    |
| 106,58                                  | Gian van Veen                           | 2024                                    |
| 105,81                                  | Luke Littler                            | 2024                                    |
| 105,42                                  | Michael van Gerwen                      | 2015                                    |
| 105,12                                  | Michael van Gerwen                      | 2017                                    |